# Lopar (Słowenia)
Lopar – wieś w Słowenii, w gminie miejskiej Koper. 1 stycznia 2018 liczyła 141 mieszkańców.